# Passchendaele-i kanadai emlékmű
A passchendaele-i kanadai emlékmű (Passchendaele Canadian Memorial) azt a helyet jelöli, ahol az első világháború második passchendaele-i csatájában a kanadai hadtestnek sikerült elfoglalnia az egykori Dombtetői farm (Crest Farm) területén létesített német állásokat.

## Az emlékmű
Az emlékmű egy gránittömb, amely kövezett teraszon áll, körülötte pázsit és ösvények, amelyeket juharfák szegélyeznek. A sziklába angolul és franciául a következő feliratot vésték: A kanadai hadtest 1917 október-novemberében ezen a völgyön, aztán egy alattomos ingoványon keresztül nyomult előre, majd elfoglalta és megtartotta a Passchendaele-gerincet. A történelmi helyszínek és emlékművek gondozásáért felelős kanadai testület (Historic Sites and Monuments Board of Canada) emléktáblája többek között arra emlékeztet, hogy kilenc kanadai katona kapott Viktória-keresztet hősiessége és bátorsága miatt. A győzelemért körülbelül négyezer katona az életét adta, 7700-an megsebesültek, valamint ezernél többen betegedtek meg mérges gáz belélegzésétől.

## Történelmi háttér
1917 tavaszán a németek totális tengeralattjáró-háborúba kezdtek az Atlanti-óceánon a kereskedelmi hajók ellen, ami Nagy-Britannia ellátását fenyegette. Ennek elkerülése érdekében a brit haditengerészet arra sürgette a kormányt, hogy a szárazföldi csapatok foglalják el a belga kikötőket, ahonnan a német búvárhajók kifutnak. Nagyjából ugyanebben az időszakban belső elégedetlenség rázta meg a francia hadsereget a közelmúlt offenzíváinak sikertelensége és a nagy véráldozat miatt. Douglas Haig tábornok, az Európában harcoló nemzetközösségi erők főparancsnoka úgy gondolta, hogy egy belgiumi agresszív támadással tehermentesíthetné a franciákat, és ha sikerült áttörni a német vonalakat, talán elérhetővé válik a belga tengerpart.
Haig a támadást az Ypres-i kiszögellésből tervezte megindítani. A tábornok terve az volt, hogy az előrenyomuló csapatok elfoglalják a területet uraló magaslatot, a Passchendaele-gerincet, valamint az annak nevet adó települést, majd a területet kiindulási pontként használva megkezdik a harcot a tengerpart felé. David Lloyd George miniszterelnök szkeptikusan fogadta a tervet, mivel a britek létszámfölénye elenyésző volt. Úgy vélekedett, ha egyáltalán sikerül áttörni a német frontvonalat Ypres közelében, akkor sem valószínű, hogy elérhető a belga kikötők felszabadítása. Amit biztosra vett, az a súlyos emberveszteség volt. Mindezek ellenére Haig zöld jelzést kapott, és a passchendaele-i csata júliusban megkezdődött, de az óriási véráldozat ellenére sem ért el komoly sikereket.
Haig októberben utasította Arthur Currie tábornokot, a kanadaiak parancsnokát, hogy négy hadosztályt csoportosítson át Belgiumba, és kapcsolódjon bele a küzdelmekben Passchendaele közelében. A kanadaiak a frontnak azokat a szakaszait foglalták el, ahol 1915-ben harcoltak. A körülmények siralmasak voltak az elmúlt évek tüzérségi támadásaitól: mindenfelé roncsok és rothadó hullák voltak. A következő két hétben a kanadaiak a halottak eltemetésével, az épületek és utak helyreállításával foglalkoztak. A leendő csatamező hatalmas ingovány volt, a katonák és a teherszállító állatok csak keskeny, lécekből ácsolt utakon tudtak közlekedni a vízzel-sárral telt kráterek között.
A támadássorozat 1917. október 26-án kezdődött meg. Az első kettőben, október 26-30. között, a kanadaiak mindössze néhány száz métert haladtak előre, súlyos veszteségek mellett. Az eső folyamatosan zuhogott és a német tüzérség szünet nélkül lőtte őket. Ennek ellenére a kanadaiak november 6-án ismét megindultak a gerinc ellen, és sikerült elfoglalniuk a rommá lőtt Passchendaele települést a kimerült németektől. A negyedik, utolsó támadást november 10-én indították a még német kézben lévő magaslatok ellen.